# Engin Altan Düzyatan
Engin Altan Düzyatan, né le 26 juillet 1979 à Izmir, est un acteur, producteur et animateur de télévision turc.

## Biographie
Il a pris goût au théâtre au lycée et il a étudié à l'université du 9-Septembre. Après avoir terminé ses études, il est parti vivre à Istanbul où il a commencé par être top modèle puis acteur. Il a représenté la collection de Beymen Club avec comme partenaires les actrices Hazal Kaya et Naz Elmas.
Il a pratiqué l'équitation pendant toute sa jeunesse, c'est ce qui l'a aidé pendant le tournage de la célèbre série télévisée, Diriliş: Ertuğrul.

### Vie privée
Il est marié depuis 2014 avec Neslisah Alkoclar, il a un garçon prénommé Emir Aras Düzyatan et une fille Alara Düzyatan.

## Filmographie

### Théâtre
- 2006 : Anna Karénine : Mehmet Birkiye
- 2007 - 2008 : Kürklü Merkür : Murat Daltaban
- 2012 : Dar Ayakkabı ile Yaşamak : Kendisi

### Cinéma
- 2005 : Kalbin Zamanı d'Ali Özgentürk : Genç Demir jeune
- 2005 : Beyza'nın Kadınları de Mustafa Altıoklar : Koray
- 2007 : Cennet de Biray Dalkıran : Can
- 2008 : Mezuniyet
- 2008 : Cin Geçidi : Le commissaire
- 2010 : Five Minarets in New York de Mahsun Kırmızıgül : Timur
- 2010 : Bir Avuç Deniz : Mert Akbay
- 2010 : Romantik Komedi de Ketche : Cem Sezgin
- 2011 : Anadolu Kartalları de Ömer Vargı : Major Kemal Tanaçan
- 2012 : Bu Son Olsun de Orçun Benli : Sinan
- 2012 : Max Maceraları: Kralın Doğuşu : Seigneur des ombres
- 2012 : Max Maceraları 2: Krallığa Yolculuk : Seigneur des ombres
- 2012 : Dört Duvar Saraybosna de Nadim Güç
- 2013 : Romantik Komedi 2 de Erol Özlevi : Cem Sezagin
- 2013 : Bu İşte Bir Yalnızlık Var : Mehmet
- 2016 : Ve Panayır Köyden Gider : Ali
- 2017 : Bilal: Özgürlüğün Sesi : Bilal
- 2022 : Le Violon de mon père d'Andaç Haznedaroğlu : Mehmet

### Télévision
- 2001 : Ruhsar : Barış
- 2001 : Bizim Otel : Altan
- 2001 : Yeditepe İstanbul
- 2002 - 2004 : Koçum Benim : Orçun
- 2003 : Hürrem Sultan : Sehzade Bayezid
- 2003 : Mühürlü Güller : Engin
- 2003 : Alacakaranlık : le docteur
- 2003 : Kampüsistan : Levent
- 2004 : Azize : Efe
- 2004 : Sil Baştan : Cihan
- 2005 : Belalı Baldız : Vedat
- 2005 : Kadın Her Zaman Haklıdır : Pekcan
- 2006 : Sıla : Gazeteci
- 2006 : Kızlar Yurdu : Özgür
- 2007 : Affedilmeyen : Orhan
- 2007 : Sevgili Dünürüm : Murat Muhtar
- 2008 : Dantel : Emre
- 2008 : Cesaretin Var Mı Aşka? : Tamer
- 2009 : Bir Bulut Olsam : docteur Serdar Batur
- 2010 : Kapalıçarşı : Firat
- 2010 : Şen Yuva : Kendisi
- 2012 : Son : Halil
- 2012 - 2013 : Yol Ayrımı : Gazeteci Murat
- 2014 : Cinayet : Yılmaz Seyhan
- 2014 : Çırağan Baskını : Poldi / Mustafa
- 2014 - 2019 : Diriliş: Ertuğrul : Ertuğrul
- 2019 : Kurşun : procureur Orhan Atmaca
- 2021 - : Barbaros : Épée de la Méditerranée : Arudj Barberousse

### Émissions TV
- 2010 - 2012 : Bir Milyon Canli Para, version turque de Money Drop : le présentateur
- 2014 : Kim Bilir?, version turque de Quizz ou Buzz